# Compsospiza
Compsospiza är ett fågelsläkte i familjen tangaror inom ordningen tättingar: Släktet omfattar två arter som förekommer i Anderna i västra Bolivia och nordvästra Argentina:
- Cochabambafink (C. garleppi)
- Tucumánfink (C. baeri)

DNA-studier visar att de står nära Poospiza förs numera därför vanligen till det släktet.